# Sofia Aronsson
Sofia Elin Maria Aronsson, född 22 maj 1984 i Fåglum, är en svensk travtränare, travkusk och montéryttare. Hon är verksam både i Sverige och Frankrike, och i Sverige är hennes hemmabana Axevalla. I Sverige är Aronsson verksam på Bjertorps travanläggning utanför Kvänum, och i Frankrike är hon verksam i Chamant, norr om Paris.

## Karriär
Aronssons hästintresse väcktes i barndomen. Hon var barndomsvän med Mimmi Elfstrand, dotter till travtränaren Olle Elfstrand, och köpte sin första häst vid 15 års ålder. Hon har utbildat sig vid Wångens travgymnasium, där hon lärde känna kusken Kim Eriksson. Efter gymnasieutbildningen har hon bland annat arbetat i Sverige hos Hans Adielsson och Petter Lundberg, men även hunnit med att arbeta både i USA, Nya Zeeland och Frankrike. Under tiden som Aronsson gick proffstränarkurs åkte hon även med hästen Hot Tub till Frankrike där denne skulle starta. Aronsson sa själv: "Jag skulle vara i Frankrike i tre månader, men det blev sju år."
År 2018 hade Aronsson närmare 40 hästar i träning,  och tränade hästar som Star Advisor Joli, Tsar de Houelle, Västerbo Fantast och Legoholm Zon. Kring 2018 fick Aronsson stor uppmärksamhet i travets värld, dels på grund av att hon tränat hästen Anna Mix under dennes Sverigevistelser.
Aronsson samarbetar främst med kuskarna Kim Eriksson, André Eklundh, Felicia Molin och Oskar Kylin-Blom. Hon kör och rider själv lopp sporadiskt.

## Segrar i större lopp
| År   | Lopp                           | Häst              | Kusk / Ryttare  | Lopptyp |
| ---- | ------------------------------ | ----------------- | --------------- | ------- |
| 2019 | Åby Stora Montépris            | Star Advisor Joli | Emilia Leo      |         |
| 2018 | Olympiamontén                  | Anna Mix          | Josefine Ivehag |         |
| 2016 | Europeiskt championat för ston | Anna Mix          | Erik Adielsson  | Grupp 1 |
| 2014 | Åby Stora Montépris            | Organdi d'Or      | Sofia Aronsson  |         |
| 2013 | Åby Stora Montépris            | Organdi d'Or      | Sofia Aronsson  |         |